# 安藤道紀
安藤 道紀（あんどう みちのり）は、江戸時代後期の紀伊国田辺藩12代藩主。通称は勘解由。官位は従五位下・帯刀。

## 生涯
宝暦9年（1760年）12月21日、和歌山藩主・徳川宗将の十男として誕生。幼名は益之助。初名は頼融、直矢。寛政4年（1792年）10月27日に田辺藩11代藩主・安藤次猷の養子となる。
享和元年（1801年）5月9日、次猷が隠居したためその跡を継ぐ。藩政改革のため、養蚕御用所の設置、田辺城下の戸数、牛馬の調査などを行った。
文化5年（1808年）5月16日、家督を養子・直與（大身旗本・安藤直之の五男）に譲って隠居した。文政7年（1825年）11月16日、死去した。享年66（満64歳没）。

## 系譜
- 父：徳川宗将（1720-1765）
- 母：村上氏
- 養父：安藤次猷（1749-1827）
- 正室：権大納言飛鳥井雅重の娘
- 継室：権大納言松木宗美の娘
- 生母不明の子女
  - 男子8人 - 全て早世
  - 女子：真珠院 - 三浦為積正室
- 養子
  - 男子：安藤直與（1790-1809） - 大身旗本・安藤直之の五男
  - 女子：安藤直與正室 - 安藤次猷娘